# Mike Moran
Mike Moran (Leeds, 1948. március 4. –) angol billentyűs, zeneszerző és zenei producer. 
A Royal College of Music növendéke volt. Később stúdiózenész és zeneszerző lett, többek közt az Időbanditák és A misszionárius filmek zenéjét szerezte. Elsőként 1977-ben tett szert szélesebb ismertségre, amikor Lynsey de Paullal közösen megírta a Rock Bottom című dalt, amely Anglia jelöltje volt az 1977-es Eurovíziós Dalfesztiválra. Később de Paullal közösen több dalt írt.
Freddie Mercury mellett társszerzőként és -producerként jegyzi az énekes Montserrat Caballéval közösen, Barcelona címmel kiadott duettalbumának összes dalát. Együtt dolgozott többek között a Queennel, Ozzy Osbourne-nal, David Bowie-val, George Harrisonnal, valamint az Ian Gillan Banddel.